# Macrothemis declivata
Macrothemis declivata – gatunek ważki z rodziny ważkowatych (Libellulidae). Występuje na terenie Ameryki Południowej.